# Temporada 1998-99 de los Atlanta Hawks
La temporada 1998-99 fue la trigésimo primera de los Atlanta Hawks en la NBA en su ubicación de Atlanta, la quincuagésima en la liga y la quincuagésimo tercera desde su fundación. La temporada regular acabó con 31 victorias y 19 derrotas, ocupando el cuarto puesto de la Conferencia Este, clasificándose para los playoffs, en los que cayeron en semifinales de conferencia ante los New York Knicks. Debido a un cierre patronal, la temporada regular comenzó el 5 de febrero de 1999 y se redujo de 82 partidos a 50.

## Elecciones en elDraft
| Ronda | Puesto | Jugador        | Posición | Nacionalidad   | Universidad |
| ----- | ------ | -------------- | -------- | -------------- | ----------- |
| 1     | 20     | Roshown McLeod | Alero    | Estados Unidos | Duke        |
| 2     | 49     | Cory Carr      | Escolta  | Estados Unidos | Texas Tech  |

## Temporada regular
| División Central    | División Central | División Central | División Central | División Central | División Central | División Central | División Central | División Central |
| Equipo              | G                | P                | %                | PD               | Casa             | Fuera            | Div              |                  |
| ------------------- | ---------------- | ---------------- | ---------------- | ---------------- | ---------------- | ---------------- | ---------------- | ---------------- |
| y-Indiana Pacers    | 33               | 17               | .660             | -                | 18–7             | 15–10            | 15-7             |                  |
| x-Atlanta Hawks     | 31               | 19               | .620             | 2                | 16-9             | 15–10            | 15–8             |                  |
| x-Detroit Pistons   | 29               | 21               | .580             | 4                | 17–8             | 11–14            | 13–11            |                  |
| x-Milwaukee Bucks   | 28               | 22               | .560             | 5                | 17–8             | 11–14            | 13–11            |                  |
| Charlotte Hornets   | 26               | 24               | .520             | 7                | 16–9             | 10–15            | 12–10            |                  |
| Toronto Raptors     | 23               | 27               | .460             | 10               | 14–11            | 9–16             | 9–14             |                  |
| Cleveland Cavaliers | 22               | 28               | .440             | 11               | 15–10            | 7–18             | 9–13             |                  |
| Chicago Bulls       | 13               | 37               | .260             | 20               | 8–17             | 5–20             | 4–19             |                  |

## Playoffs

### Primera ronda
Atlanta Hawks  vs. Detroit Pistons
| Fecha      | Partido                               | Ciudad  |
| ---------- | ------------------------------------- | ------- |
| 8 de mayo  | Atlanta Hawks 90, Detroit Pistons 70  | Atlanta |
| 10 de mayo | Atlanta Hawks 89, Detroit Pistons 69  | Atlanta |
| 12 de mayo | Detroit Pistons 79, Atlanta Hawks 63  | Detroit |
| 14 de mayo | Detroit Pistons 103, Atlanta Hawks 82 | Detroit |
| 16 de mayo | Atlanta Hawks 87, Detroit Pistons 75  | Atlanta |
|            | Atlanta Hawks gana las series 3-2     |         |

### Semifinales de Conferencia
Atlanta Hawks vs. New York Knicks
| Fecha      | Partido                               | Ciudad     |
| ---------- | ------------------------------------- | ---------- |
| 18 de mayo | Atlanta Hawks 92, New York Knicks 100 | Atlanta    |
| 20 de mayo | Atlanta Hawks 70, New York Knicks 77  | Atlanta    |
| 23 de mayo | New York Knicks 90, Atlanta Hawks 78  | Nueva York |
| 24 de mayo | New York Knicks 79, Atlanta Hawks 66  | Nueva York |
|            | New York Knicks gana las series 4-0   |            |

## Estadísticas

### Temporada regular
| Jugador           | PJ | PT | MPP  | %TC  | %3P  | %TL  | RPP  | APP | ROB | TPP | PPP  |
| ----------------- | -- | -- | ---- | ---- | ---- | ---- | ---- | --- | --- | --- | ---- |
| Steve Smith       | 36 | 36 | 36.5 | .402 | .338 | .849 | 4.2  | 3.3 | 1.0 | .3  | 18.7 |
| Alan Henderson    | 38 | 37 | 30.1 | .442 | .000 | .671 | 6.6  | .7  | .9  | .5  | 12.5 |
| Mookie Blaylock   | 48 | 48 | 36.7 | .379 | .307 | .758 | 4.7  | 5.8 | 2.1 | .2  | 13.3 |
| Dikembe Mutombo   | 50 | 50 | 36.6 | .512 | .    | .684 | 12.2 | 1.1 | .3  | 2.9 | 10.8 |
| LaPhonso Ellis    | 20 | 20 | 27.0 | .421 | .200 | .705 | 5.5  | .9  | .4  | .4  | 10.2 |
| Grant Long        | 50 | 13 | 27.6 | .421 | .167 | .783 | 5.9  | 1.1 | 1.1 | .3  | 9.8  |
| Tyrone Corbin     | 47 | 6  | 22.7 | .391 | .319 | .650 | 3.1  | 0.9 | 0.7 | .1  | 7.5  |
| Chris Crawford    | 42 | 30 | 18.7 | .431 | .333 | .814 | 2.1  | .6  | .2  | .3  | 6.9  |
| Anthony Johnson   | 49 | 2  | 18.1 | .404 | .263 | .695 | 1.5  | 2.2 | .7  | .1  | 5.0  |
| Ed Gray           | 30 | 3  | 11.2 | .291 | .286 | .757 | .9   | .4  | .4  | .   | 4.9  |
| Roshown McLeod    | 34 | 0  | 10.2 | .380 | .100 | .822 | 1.5  | .4  | .1  | .   | 4.8  |
| Jeff Sheppard     | 18 | 5  | 10.3 | .385 | .286 | .615 | 1.2  | .9  | .2  | .   | 2.2  |
| Shammond Williams | 2  | 0  | 2.0  | .000 | .    | .750 | .    | .5  | .   | .   | 1.5  |
| Mark West         | 49 | 0  | 10.2 | .373 | .    | .356 | 2.6  | .3  | .1  | .4  | 1.2  |

### Playoffs
| Jugador         | PJ | PT | MPP  | %TC  | %3P  | %TL   | RPP  | APP | ROB | TPP | PPP  |
| --------------- | -- | -- | ---- | ---- | ---- | ----- | ---- | --- | --- | --- | ---- |
| Steve Smith     | 9  | 9  | 39.6 | .353 | .273 | .907  | 3.4  | 3.3 | 1.6 | 0.2 | 17.3 |
| Dikembe Mutombo | 9  | 9  | 42.2 | .563 |      | .702  | 13.9 | 1.2 | 0.6 | 2.6 | 12.6 |
| Mookie Blaylock | 9  | 9  | 39.8 | .326 | .353 | .467  | 4.0  | 4.0 | 2.0 | 0.2 | 12.6 |
| Grant Long      | 9  | 9  | 39.8 | .409 | .250 | .727  | 8.2  | 0.9 | 2.0 | 0.4 | 11.7 |
| Chris Crawford  | 6  | 5  | 20.8 | .333 | .286 | .885  | 3.2  | 0.8 | 0.2 | 0.2 | 9.8  |
| Tyrone Corbin   | 9  | 4  | 29.8 | .417 | .261 | .750  | 3.7  | 1.8 | 0.7 | 0.0 | 7.7  |
| Ed Gray         | 8  | 0  | 8.9  | .366 | .364 | .909  | 1.1  | 0.5 | 0.8 | 0.1 | 5.5  |
| Roshown McLeod  | 6  | 0  | 8.2  | .524 |      | 1.000 | 0.5  | 0.2 | 0.2 | 0.2 | 4.3  |
| Anthony Johnson | 9  | 0  | 12.3 | .276 | .500 | .700  | 1.0  | 1.1 | 0.1 | 0.1 | 2.7  |
| Mark West       | 9  | 0  | 7.6  | .300 |      | .500  | 1.0  | 0.2 | 0.2 | 0.1 | 0.9  |
| Alan Henderson  | 1  | 0  | 4.0  |      |      |       | 0.0  | 0.0 | 0.0 | 0.0 | 0.0  |
| Jeff Sheppard   | 4  | 0  | 3.0  | .000 |      |       | 0.5  | 0.5 | 0.3 | 0.0 | 0.0  |

## Galardones y récords
| Jugador/Entrenador | Galardón                               |
| Dikembe Mutombo    | 2.º Mejor quinteto defensivo de la NBA |
| Mookie Blaylock    | 2.º Mejor quinteto defensivo de la NBA |